# RQ-2 Pioneer
RQ-2 Pioneer – bezzałogowy aparat latający (UAV – Unmanned Aerial Vehicle) opracowany wspólnie przez izraelską firmę Israel Aerospace Industries i amerykańską AAI Corporation. Pierwszym użytkownikiem aparatów była marynarka wojenna Stanów Zjednoczonych, w której aparaty wykorzystywano do korygowania ognia artylerii okrętowej i wyszukiwania celów. Produkcję Pioneerów rozpoczęto w 1985 roku. 

## Konstrukcja
Pioneer to aparat, który swoją konstrukcją bardzo przypomina RQ-5 Hunter. W tylnej części kadłuba znajduje się dwusuwowy, pchający silniki spalinowy Sachs o mocy 27 KM (20 kW), napędzający dwułopatowe, drewniane śmigło o stałym skoku. Do kadłuba przymocowane są prostokątne skrzydła, zdejmowane na czas transportu aparatu. Skrzydła zaopatrzone są w sterowane elektrycznie lotki. Pioneer posiada stałe, trójkołowe podwozie. Start może odbywać się z katapulty umieszczonej na samochodzie ciężarowym z wykorzystaniem przyspieszacza startowego, lub sposobem tradycyjnym z pasa startowego lub innej wolnej od przeszkód powierzchni. W przypadku używania aparatu przez okręty nawodne, katapulta umieszczana jest na pokładzie. Pioneer wykonuje misje po wcześniej zaplanowanej trasie, którą można korygować ze stanowiska kontroli lotu umieszczonego na ziemi lub na okręcie. Na swoim pokładzie aparat przenosi kamerę telewizyjną, wykorzystującą technologię CCV (kamera światła szczątkowego) lub kamerę termowizyjną, przekazujące obraz w czasie rzeczywistym. Obydwie kamery opracowane zostały przez stronę izraelską projektu. Pioneer ląduje jak typowy samolot, lub jeśli lądowanie odbywa się na okręcie, łapany jest w sieć rozciągniętą na pokładzie.

## Służba
W 1986 roku Pioneery trafiły na pokłady jednostek linowych US Navy. Bojowo zadebiutowały w 1990 roku w Iraku, podczas operacji Desert Shield, gdzie były intensywnie wykorzystywane, operując z pokładów pancerników USS Missouri (BB-63) i USS Wisconsin (BB-64) i kontynuowały swoją służbę podczas operacji Desert Storm. W 1987 roku weszły na uzbrojenie piechoty morskiej Stanów Zjednoczonych, która wykorzystywała aparaty podczas misji w Bośni w latach 90. XX wieku. Pioneery działały również w Somalii w ramach operacji UNOSOM II, Kosowie oraz Iraku podczas II wojny w Zatoce Perskiej. Użytkownikami aparatów poza siłami zbrojnymi Stanów Zjednoczonych jest jeszcze Izrael oraz siły powietrzne Singapuru.